# Porfirio Medina
Hilario Porfirio Medina Vásquez (Cutervo, Cajamarca; 14 de enero de 1971) es un profesor, agricultor y político peruano. Fue gobernador regional de Cajamarca de 2015 a 2018.

## Carrera política
Desde muy joven se dedicó a la política local siempre se posición de izquierdista.

### Elecciones regionales de 2011
En las elecciones Regionales del 2011 fue elegido Consejero Regional de Cajamarca; representando a su natal Cutervo.
En el 2014, hubo conflictos sociales con la minera Yanacocha.

### Elecciones regionales de 2014
Para elecciones regionales y municipales del 2014, vencen la reelección en primera vuelta con más del 30% Gregorio Santos a gobernador y su persona como vicegobernador.
En junio del mismo año le dictan a Santos prisión preventiva por presuntamente actos de corrupción; asumiendo así el cargo de gobernador de Cajamarca desde 2015 hasta 2018.

### Elecciones regionales de 2018
En el 2018 se presenta a las elecciones regionales por el Movimiento de Afirmación Social de Gregorio Santos, lo que en la práctica sería una búsqueda de una reelección; sin embargo, las reelecciones para este proceso electoral habían sido prohibidas; pero al no haber sido elegido técnicamente en las elecciones anteriores, y en sí haber sido vicegobernador que luego por disposición legal pasaría a ser gobernador, dicha postulación sería válida. Luego de los comicios, los resultados lo ubicarían en el tercer lugar de las preferencias electorales con el 18 % de los votos válidos, por debajo de Walter Benavides (Alianza para el Progreso) que obtuvo 23 % y de Mesías Guevara (Acción Popular) que obtuvo 21 %, sin opción a disputar la segunda vuelta electora.